# Xã Audubon, Quận Becker, Minnesota
Xã Audubon (tiếng Anh: Audubon Township) là một xã thuộc quận Becker, tiểu bang Minnesota, Hoa Kỳ. Năm 2010, dân số của xã này là 548 người.